# Luke Fleurs
Luke Fleurs (Cape Town, Sudáfrica; 3 de marzo de 2000 –  3 de abril de 2024) fue un futbolista sudafricano que jugó en la posición de defensa central.

## Carrera

### Club
| Periodo   | Club                | Apariciones | Goles |
| --------- | ------------------- | ----------- | ----- |
| 2017–2018 | Ubuntu Cape Town FC | 18          | 0     |
| 2018–2023 | SuperSport United   | 66          | 2     |
| 2023–2024 | Kaizer Chiefs       | 0           | 0     |

### Selección nacional
Jugó para la selección sub-17 en cinco ocasiones en 2016 y con la selección preolímpica en cuatro ocasiones en 2022, y estuvo en la Copa Mundial de Fútbol Sub-20 de 2019 y en los Juegos Olímpicos de Tokio 2020.
También fue convocado en dos ocasiones para jugar con Sudáfrica en 2021 y 2022 pero no jugó.

## Muerte
Murió de un disparo en un intento de secuestro en Johannesburgo el 3 de abril de 2024 a los 24 años.

## Logros
- MTN 8 (1): 2019